# 焼山温泉 (新潟県)
焼山温泉（やけやまおんせん）は、新潟県糸魚川市（旧国越後国）にある温泉。活火山である新潟焼山の山麓にあり、この山が見えることから名づけられた。2019年1月末をもって営業休止。

## 泉質
- 含硫黄・ナトリウム-炭酸水素・塩化物泉
  - 源泉温度 - 56.7℃

## 温泉街
一軒宿の「清風館」があり、焼山温泉スキー場がある。少し上に笹倉温泉の一軒宿龍雲荘がある。

## アクセス
JR北陸新幹線・大糸線、えちごトキめき鉄道日本海ひすいライン 糸魚川駅アルプス口より糸魚川バス「07 早川線」で約40分。
途中日本海ひすいライン 梶屋敷駅前を経由するため、同駅からも利用できる（同駅からの方がバスの本数は多い）。